# پاینلند (تگزاس)
پاینلند، تگزاس(به انگلیسی: Pineland, Texas) شهری در ایالت تگزاس از ایالات جنوبی ایالات متحده آمریکا است. در سرشماری سال ۲۰۰۰، جمعیت این شهر ۹۸۰ نفر اعلام شد.